# Gruppo centrale per l'organizzazione e la propaganda
Il Gruppo centrale per l’Organizzazione e la Propaganda (中央组织宣传领导小组S, Zhōngyāng Zǔzhī Xuānchuán Lǐngdǎo XiǎozǔP) fu un organismo del Partito Comunista Cinese durante la rivoluzione culturale.
Il Gruppo venne costituito il 6 novembre 1970 per decisione del Comitato centrale come organismo dell'Ufficio politico, con Kang Sheng come responsabile e Jiang Qing, Zhang Chunqiao, Yao Wenyuan, Ji Dengkui e Li Desheng come componenti. Sotto la sua giurisdizione venivano posti il Dipartimento centrale di Organizzazione, la Scuola centrale di partito, il Renmin Ribao, la rivista Hongqi, l'agenzia Xinhua, l'Ufficio centrale per il lavoro di radiodiffusione, il Guangming Ribao, l'Ufficio centrale per le traduzioni e gli organismi centrali della Federazione nazionale dei sindacati cinesi, della Lega della Gioventù Comunista Cinese e della Federazione delle donne cinesi. Il medesimo documento del Comitato centrale annunciava anche lo scioglimento formale del Dipartimento centrale di Propaganda e dell'Ufficio di Studi politici, trasferendone così le competenze al Gruppo.
Del Gruppo si perdono successivamente le tracce nei documenti ufficiali, con la propaganda gestita effettivamente da Zhang Chunqiao e Yao Wenyuan. Solo dopo il loro arresto nell'ottobre 1976 venne ufficialmente organizzata un'Unità centrale di propaganda precedente la ricostituzione del più stabile Dipartimento di Propaganda.